# Vicia leucantha
Vicia leucantha là một loài thực vật có hoa trong họ Đậu. Loài này được Biv. miêu tả khoa học đầu tiên.